# Эко (кантон)
Эко (фр. Écos) — упраздненный кантон во Франции, регион Верхняя Нормандия, департамент Эр. Входил в состав округа Лез-Андели.
В состав кантона входили коммуны (население по данным Национального института статистики Архивная копия от 23 октября 2014 на Wayback Machine за 2011 г.):
- Бертенонвиль (240 чел.)
- Буа-Жером-Сент-Уан (752 чел.)
- Бю-Сен-Реми (331 чел.)
- Гани (3 067 чел.)
- Гитри (269 чел.)
- Даммениль (200 чел.)
- Живерни (501 чел.)
- Каень (359 чел.)
- Кантьер (210 чел.)
- Мезьер-ан-Вексен (639 чел.)
- Панийёз (453 чел.)
- Прессаньи-л'Оргейё (711 чел.)
- Сент-Женевьев-ле-Гани (665 чел.)
- Сивьер (219 чел.)
- Тийи (563 чел.)
- Турни (921 чел.)
- Фонтене (327 чел.)
- Форе-ла-Фоли (477 чел.)
- Фур-ан-Вексен (191 чел.)
- Фурж (804 чел.)
- Шато-сюр-Эпт (588 чел.)
- Эбекур-Арикур (454 чел.)
- Эко (1 012 чел.)

В соответствии с территориальной реформой с 2015 года кантона был упразднен. Входящие в его состав коммуны были включены в кантоны Лез-Андели и Вернон.

## Экономика
Структура занятости населения:
- сельское хозяйство — 5,8 %
- промышленность — 23,2 %
- строительство — 9,7 %
- торговля, транспорт и сфера услуг — 31,6 %
- государственные и муниципальные службы — 29,8 %

Уровень безработицы (2011 год) - 9,3 % (Франция в целом — 12,8 %, департамент Эр — 12,5 %). 

Среднегодовой доход на 1 человека, евро (2011 год) - 28 099 (Франция в целом — 25 140, департамент Эр — 24 232).

## Политика
На президентских выборах 2012 г. жители кантона отдали в 1-м туре Николя Саркози 29,8 % голосов против 27,4 % у Марин Ле Пен и 19,9 % у Франсуа Олланда, во 2-м туре в кантоне победил Саркози, получивший 59,9 % голосов (2007 г. 1 тур: Саркози  — 34,1 %, Сеголен Руаяль — 18,1 %; 2 тур: Саркози — 63,0 %). На выборах в Национальное собрание в 2012 г. по 5-му избирательному округу департамента Эр они поддержали действующего депутата, кандидата партии Союз за народное движение Франка Жилара, получившего 35,2 % голосов в 1-м туре и 58,7 % голосов - во 2-м туре.
|  | Кандидат         | Партия                    | % голосов |
|  | ---------------- | ------------------------- | --------- |
|  | Мишель Жуйе      | Союз за народное движение | 71,70     |
|  | Жан-Мишель Дюбуа | Национальный фронт        | 28,30     |

|  | Кандидат      | Партия                    | % голосов |
|  | ------------- | ------------------------- | --------- |
|  | Мишель Жуйе   | Союз за народное движение | 54,49     |
|  | Паскаль Жолли | Социалистическая партия   | 22,85     |
|  | Самюэль Морис | Национальный фронт        | 17,82     |
|  | Дидье Курбо   | Коммунистическая партия   | 4,84      |